# Dendrobium bicolense
Dendrobium bicolense är en orkidéart som beskrevs av Lubag-arquiza. Dendrobium bicolense ingår i släktet Dendrobium, och familjen orkidéer.
Artens utbredningsområde är Filippinerna. Inga underarter finns listade i Catalogue of Life.